# بروتين وحيد الخلية
تشير البروتينات أحادية الخلية (SCP) أو البروتينات الميكروبية  إلى الكائنات الحية الدقيقة أحادية الخلية الصالحة للأكل. وقد تستخدم الكتلة الحيوية أو البروتين المستخرج من بيئات النقية أو المختلطة للطحالب أو الخنازير أو الفطريات أو البكتيريا كعنصر أو بديل عن الأغذية الغنية بالبروتين ، وهي مناسبة للاستهلاك البشري أو كغذاء للحيوانات. وتتميز الزراعة الصناعية بارتفاع بصمة المياه ، وارتفاع استغلال الأراضي الزراعية ، وتدمير التنوع البيولوجي ، والتدهور البيئي العام  وتسهم في تغير المناخ بانبعاث ثلث الغازات المسببة للاحتباس الحراري، لذلك فأن الزراعة الصناعية ليست بالضرورة مقارنتها بالأضرار الخطيرة الناتجة عنها. اعتبارًا من اليوم ، تُزرع البروتينات لأحادية الخلية بشكل شائع على منتجات النفايات الزراعية ، وبالتالي يرث البصمة البيئية والبصمة المائية للزراعة الصناعية. ومع ذلك ، يمكن أيضا إنتاج البروتينات لأحادية الخلية بشكل المستقل تماما عن منتجات النفايات الزراعية من خلال النمو التلقائي.[5] وبفضل التنوع الكبير في عملية الأيض الميكروبي ، فتوفر البروتينات لأحادية الخلية الرصد الذاتي التغذية عدة طرق مختلفة للنمو ، وخيارات متنوعة لإعادة تدوير العناصر الغذائية ، وزيادة كبيرة في الكفاءة مقارنة بالمحاصيل. 
ومع بلوغ عدد سكان العالم 9 بلايين نسمة بحلول عام 2050 ، هناك أدلة قوية على أن الزراعة لن تتمكن من تلبية الطلب وأن هناك خطرا جسيما يتمثل في نقص الأغذية.  البروتينات أحادية الخلية الذاتية التغذية تمثل خيارا لإنتاج الغذاء بكميات كبيرة و بطريقة آمنة، وكما يمكن أن تنتج الغذاء بشكل موثوق حتى في ظل ظروف المناخية القاسية.

## الإيجابيات
لإنتاج الكتلة الحيوية الميكروبية إيجابيات عديدة مقارنة بالإنتاج التقليدية (الزراعي) للطعام أو للعلف الحيواني.
- للكائنات الدقيقة معدل تضاعف عالي (يُعرف بـ«زمن التوليد»)، فتتضاعف سريعا في غضون ساعات.
- يتيسر تعديلها وراثيا لتغيير تركيبة الأحماض الأمينية.
- نسبة محتوى البروتين عالية جدا في الكتلة الجافة (43-85%).
- يمكن استخدام العديد من المواد الخام المختلفة لتوفير الكربون اللازم، ومنها المخلفات، فلذا قد تساعد على التخلص من الملوثات.
- يتيسر اختيار وإنتاج سلالات ذات إنتاجية عالية وتركيبة جيدة.
- يستمر الإنتاج - في المزارع المستمرة - بجودة متناسقة، لأن النمو لا يعتمد على التغيرات المناخية والموسمية.
- متطلبات الأرض منخفضة لأن المساحة المزروعة ليست مهمة بقدر أهمية الحجم المتاح، مما قد يفيد البيئة.
- كفائة عالية لتحويل الطاقة الشمسية الساطعة على كل وحدة مساحة.
- يتيح ضبط عوامل الحرارة والضغط والتغذية زيادة كفائة تحويل الطاقة والإنتاجية.
- في حالة مزارع الطحالب، الفضاء المستعمل غالبا يكون شاغرا قبل استعماله لهذا الغرض، مما يقلل من مشاكل التسابق على مساحات أرض.

## المساوئ
- تفتقد الكثير من البلدان النامية (والتي تعاني فعلاً من سوء التغذية) إلى الخبرة و/أو المصادر المالية اللازمة لتطوير صناعات التخمير المطلوبة لإنتاجه.
- تحتوي الكائنات الحية الدقيقة على مستويات عالية من الـ RNA والذي قد يؤدي استهلاكه إلى تراكم حمض البول، تشكيل حصيات بالكلية والنقرس

## ركائز إنتاج البروتين وحيدات الخلية
1. الهيدروكربونات:

- تُمثل الهيدروكربونات الأليفاتية بكفاءة عالية من قبل سلالات الخمائر في كثير من الأجناس، أما الأصناف الأخرى من الهيدروكربونات بما فيها العطرية فإنها قد تؤكسد لكنها لا تُمثل عادةً بكفاءة.
- لا تُمثل عادةً الألكانات النظامية ذات السلاسل الأقصر من النونان النظامي، لكنها قد تؤكسد. وبازدياد طول السلسلة عن النونان النظامي، يزداد المردود بينما ينقص معدل الأكسدة.
- تُدرك المركبات المشبعة بسهولة أكثر من غير المشبعة.
- تُدرك المركبات ذات السلاسل المستقيمة بسهولة أكثر من المركبات ذات السلاسل المتفرعة.

1. الميتان

- يتم الحصول على الميتان من الغاز الطبيعي حيث أنه الغاز المسيطر فيه. والغاز الطبيعي رخيص ومتوافر في مختلف أنحاء العالم.
- أكبر فائدة له هي غياب بقايا الهيدروكربون من بروتين وحيدات الخلية SCP المنتج باستخدامه مقارنةً بالهيدروكربونات السائلة.
- أحد أكبر مساوئه قابليته الشديدة للاشتعال.
- يستخدم في هذه الطريقة مزيج من أربع كائنات دقيقة لضمان معدل نمو أعلى، مردود أكبر، مقاومة أكبر لاحتمال التلوث وتقليل إنتاج الرغوة.
- تنمو أولاً الجراثيم المستهلكة للميتان ببطء وتنتج الميتانول
- ثم تستهلك الـ Hyphomicrobium الميتانول، وبذلك نحصل على كتلة خلوية من نوعي الكائنين السابقين
- وأخيراً تقوم كل من Flavobacterium وAcinetobacter (كلاهما لا ينمو على الميتان) بإزالة نفايات المنتجات.

1. الميتانول

يتميز الميتانول عن الركازات السابقة بأنه:
- الميتانول ذواب بشدة في الماء، وهذا يجنبنا مشاكل النقل المتعلقة بوجود ثلاثة أطوار (ماء، بارافين، خلايا) والتي نعاني منها عند استخدام البارافينات كركازة لإنتاج بروتين وحيدات الخلية.
- يعد خطر انفجار الميتانول صغيراً مقارنةً بمزائج الميتان والأوكسجين.
- يتوافر الميتانول بسهولة في مجال واسع من مصادر الهيدروكربونات.
- يمكن تنقيته بسهولة بعملية تتجنب ترحيل المركبات العطرية متعددة الحلقات شديدة السمية.
- يتطلب استقلابه من قبل الكائنات الحية الدقيقة كمية أوكسجين أقل من الميتان، وبالتالي حاجة تبريد أقل.
- لا يستخدم من قبل العديد من الكائنات الحية الدقيقة.

1. الإيتانول

- لا يعد الإيتانول مادة مشبوهة عند استخدامه كركازة لإنتاج بروتين وحيدات الخلية كما هو الحال عند استخدام ركازات أخرى مثل البارافينات وغيرها.
- يمتزج الإيتانول بشكل كبير مع الماء وبالتالي لاتوجد مشكلة تشكل ثلاثة أطوار مختلفة كما هو الحال مع البارافينات.
- بعكس الميتان، يتميز الإيتانول بكونه أكثر أماناً في النقل والتخزين.
- الإيتانول غير سام (ما يميزه عن الميتانول) مما يسهل التعامل معه.
- يتأكسد الإيتانول جزئياً، ولهذا يتطلب كمية أكسجين أقل لاستقلابه من قبل الكائنات الدقيقة وبالتالي لايحتاج لطاقة تبريد عالية تعوض ارتفاع الحرارة أثناء التخمر.